# ロッキード L-100 ハーキュリーズ
L-100 ハーキュリーズ
RIAT2011で離陸するサウジアラビア空軍の L-100-30
- 用途：輸送機
- 製造者：ロッキード
- 運用者

  -  インドネシア空軍
  -  サフエアー
  -  リンデン・エアカーゴ
  -  トランスアフリック
  -  リビア・アラブ・エアカーゴ
- 初飛行：1964年4月20日
- 生産数：114機(生産終了)
- 運用開始：1965年9月30日
- 運用状況：運用中
- ユニットコスト：600万USドル(1972年)[1]
- 原型機：C-130 ハーキュリーズ

ロッキード L-100 ハーキュリーズ (Lockheed L-100 Hercules) は、ロッキードが開発した軍用輸送機C-130 ハーキュリーズの民生型機である。初飛行は1964年で、後に胴体を延長した L-100-20 と L-100-30 が開発された。 L-100 の生産は1992年に終了し、114機が納入された。C-130の最新モデル C-130J をベースとしたLM-100J は2017年5月25日にジョージア州マリエッタで初飛行し、2018年から2019年にかけて生産が開始される予定である。 

## 開発
1959年、パンアメリカン航空はロッキードが開発中だったGL-207 スーパーハーキュリーズを12機、6,000 shpのアリソン T56ターボプロップエンジン4基を搭載して1962年までに納入するよう注文した。スーパーハーキュリーズは C-130B より全長を23フィート4インチ (7.11 m) 延長する予定で、ロッキードはこの他に 6,445 shp のロールス・ロイス タインを搭載したモデルと、プラット・アンド・ホイットニー JT3D-11 ターボファンエンジンを搭載したモデルの開発も進めていた。結局パンアメリカン航空とスリック・エアウェイズは発注をキャンセルした。 
ロッキードは、C-130E を非軍事化したモデルをベースにして民生モデルを製造することを決定した。原型機 L-100 (登録番号：N1130E) は1964年4月20日に1時間25分の初飛行を行った。1965年2月16日に型式証明が発給され、1965年9月30日にコンチネンタル・エア・サービスに21機が納入された。
民間の貨物は軍用貨物ほど密度を濃く荷造りされないことが多いため、L-100は充分なペイロードを有していたにもかかわらず貨物室容量が不足気味であった。そこでロッキードは胴体を延長して経済性を高めた L-100-20 と L-100-30 を開発し、後に軍用型にも胴体延長が取り入れられた。生産は1992年まで続けられ、累計納入数は114機であった。1968年から1973年にかけて、デルタ航空が L-100-20 で定期便を運航していた。 
C-130J-30 の民生型機も開発が進められていたが、軍用モデルの開発・生産に集中するため民生型機開発プログラムは2000年に無期限延期となった。2014年2月3日に、ロッキード・マーティンはLM-100Jプログラムを再開し、75機の販売を予定すると発表した。同社は LM-100J は既存の L-100 の代替機種として理想的であるとしている。 
LM-100J のローンチオペレータはパラス・アビエーションで、2019年からテキサス州のフォートワース・アライアンス空港を拠点に2機を運航する予定である。

## 派生機種
L-100 は C-130E からパイロンタンクや軍用装備が取り除かれている。 
L-100 (モデル382)
1964年に初飛行したプロトタイプ。エンジンはアリソン 501-D22。
L-100 (モデル382B)
量産モデル
L-100-20 (モデル382Eおよびモデル382F)
1968年に型式証明を取得した胴体延長モデル。主翼前方を5 ft (1.5 m)、主翼後方を 3 ft 4 in (1.02 m) 延長している。
L-100-30（モデル382G）
胴体延長モデル。L-100-20 からさらに胴体を 6 ft 8 in (2.03 m) 延長したもの。
LM-100J（モデル382J）
軍用モデル C-130J をベースとした最新の民生型機。

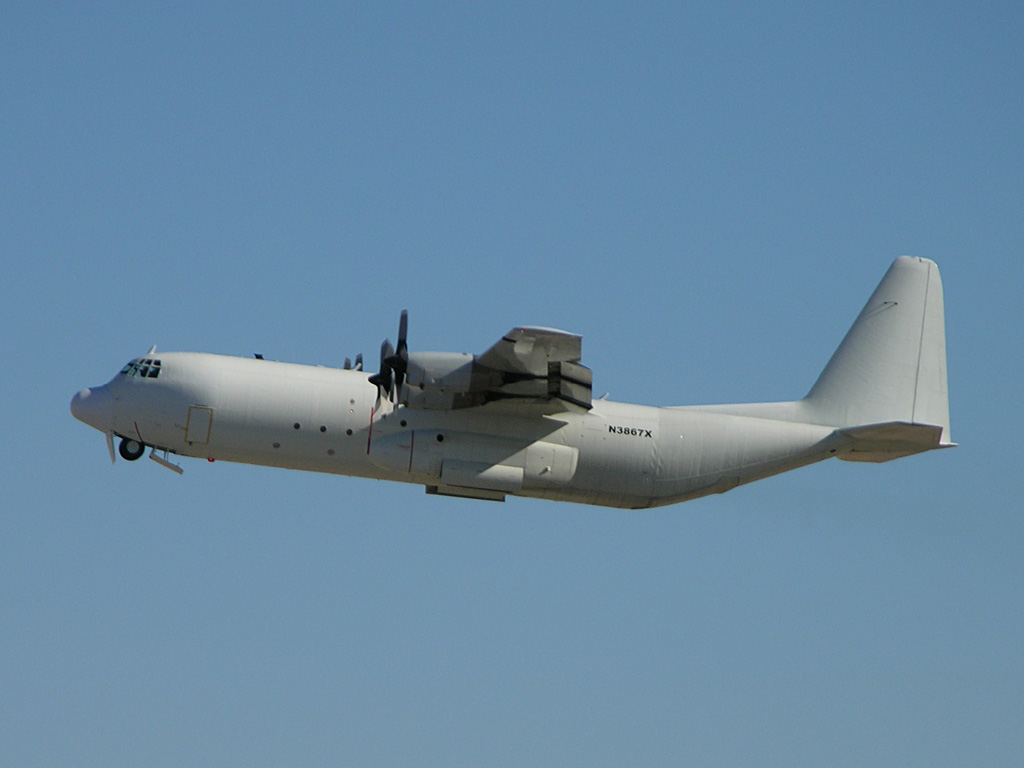
モハーヴェ空港を離陸するテッパー・アビエーションの L-100-30
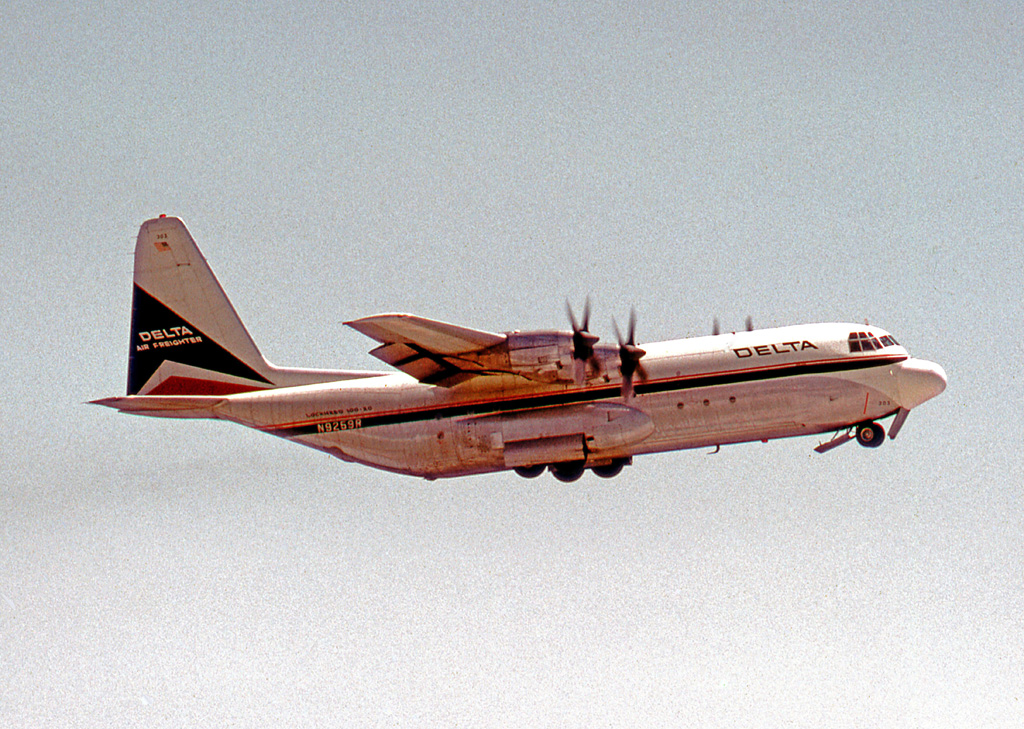
貨物便として運航されるデルタ航空の L-100-20。アトランタ空港、1972年
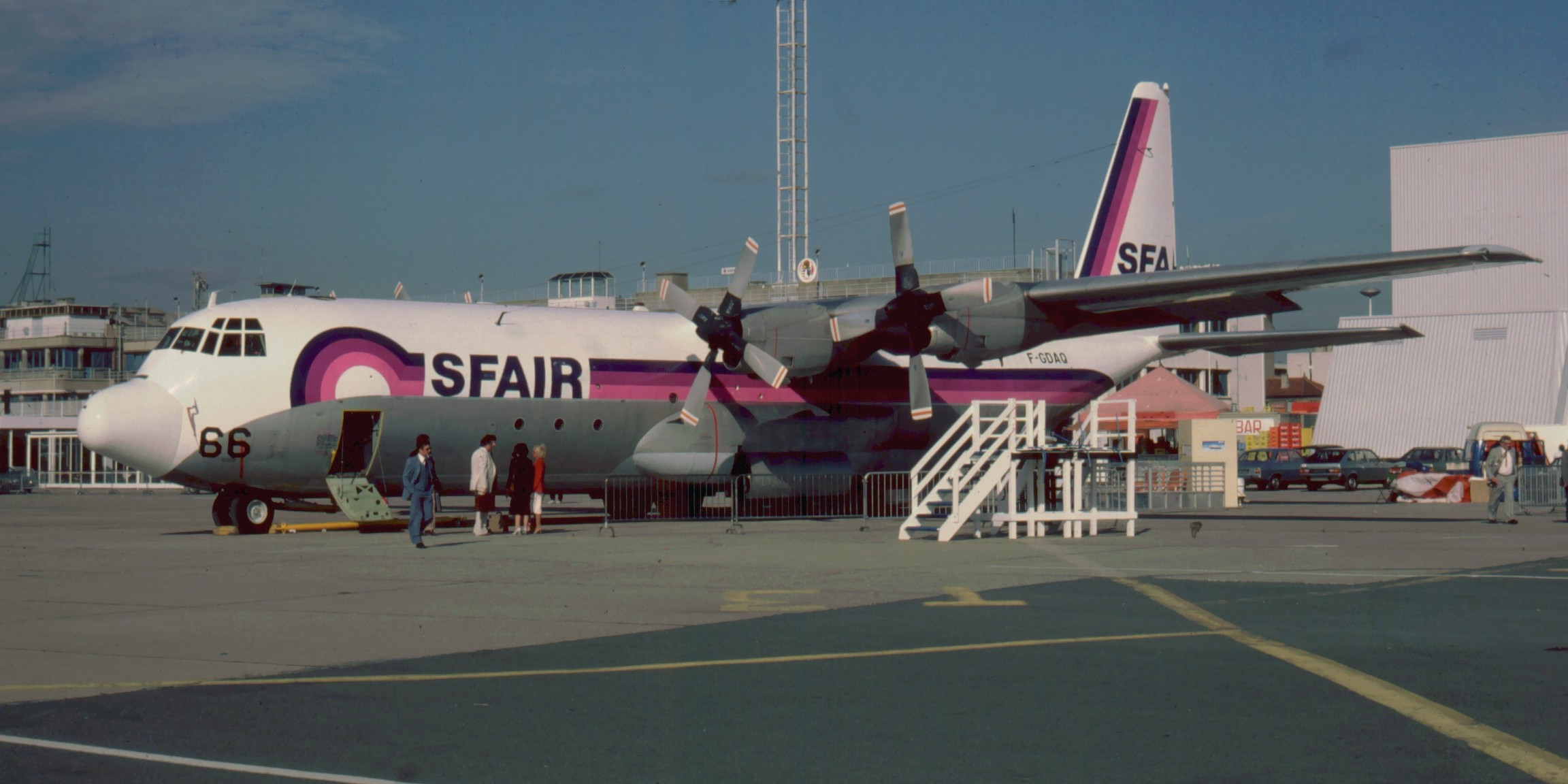
SFAIRの L-100。1981年
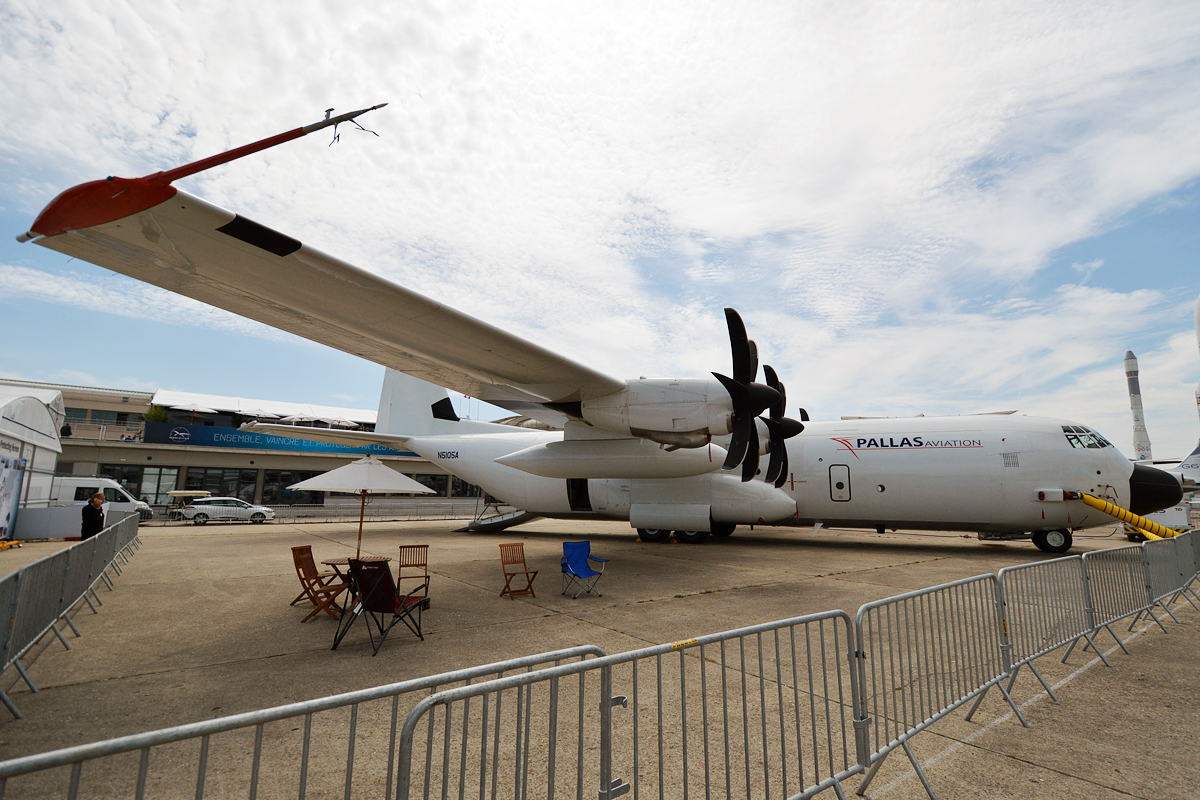
パラス・アビエーションの LM-100J

## オペレータ

### 民間オペレータ
2011年3月現在、36機が商業運航に就いている。 
- サフエアー (4)[9]
- リンデン・エアカーゴ (7)
- トランスアフリック (5)
- リビア・アラブ・エアカーゴ (3)
- その他、少数機を運用するオペレータが数社ある[10]。

### 軍事オペレーター
2011年5月現在、35機が軍用機として運用されている。 
- インドネシア空軍 (10機発注。8機受領済でうち6機が就役)
- リビア空軍 (5)
- アルジェリア空軍 (3)
- エクアドル空軍 (1)
- クウェート空軍 (L-100-30 3機)
- ペルー空軍 (3)
- フィリピン空軍 (4)
- サウジアラビア空軍 (王族用 L-100-30 3機)

その他、以下の国で少数機が運用されている。
- ガボン空軍 (L-100-20 1機、L-100-30 1機)
- アラブ首長国連邦空軍 (L-100-30 1機)
- アルゼンチン空軍 (L-100-30 1機 (LV-APW)。後に TC-100）
- 自由リビア空軍 (リビア内戦後 L-100 1機)[12]

## 事故
発展途上国で運航されている機体が多いことから、販売数の割に機体喪失事故の件数が多い。内戦状態にあったアンゴラでは地対空ミサイルによる攻撃で5機が撃墜されている。
- 1968年4月11日、 ザンビア・エアカーゴの L-100 (登録番号：9J-RCY) がンドラへの着陸時にブレーキ故障のため別の L-100 (9J-RBX) と地上で衝突し破壊された。
- 1968年4月30日、 パキスタン空軍の L-100-20 (シリアルナンバー 24142) がパキスタンの山に墜落し、乗員10人が全員死亡した。
- 1968年5月18日、エクアトリアナ航空の L-100-20 (登録番号: N9267R) がエクアドルのマクマでタキシング中にプロペラが地面に接触して炎上した。死者はなかった。
- 1969年7月16日、パシフィック・ウェスタン航空の L-100-20 (登録番号: CF-PWO) が濃霧の中を飛行中にペルーのカヤヤで墜落した。
- 1976年11月21日、 パシフィック・ウェスタン航空の L-100-20 (登録番号: CF-PWX) が燃料不足のため夜間に霧がかかった飛行場に緊急着陸しようとしたところ、飛行場の灯火が点いていなかったため行き過ぎてしまい、戻る燃料もなかったためザイール (現在はコンゴ民主共和国) のキサンガニのジャングルに墜落した。生存者は1名のみだった。
- 1978年2月19日、 ペルー空軍の L-100-20 (登録番号: FAP-394) がペルーのタラポトからの離陸中にエンジンが停止、墜落した。
- 1979年5月15日、TAAGアンゴラ航空の L-100-20 (登録番号: D2-FAF) がサントメへの着陸中に滑走路を逸走して破損、除籍された。
- 1980年9月5日、 クウェート空軍の L-100-20 (シリアルナンバー: KAF-317) が雷の直撃を受けフランス南東部のモンテリマール近郊に墜落した。
- 1981年4月24日、ペルー空軍の L-100-20 (登録番号: FAP-396) がペルーのサンファン近郊で燃料切れのため夜間に緊急着陸した。
- 1981年5月16日、アンゴラ・エア・チャーターの L-100-20 (登録番号: D2-EAS) が対空ミサイルの攻撃を受けクアンド・クバンゴ州メノングエに墜落した。4年後にはアエロフロートのAn-12も同様に撃墜されている。
- 1983年6月9日、ペルー空軍の L-100-20 (登録番号: FAP-383) がペルー南部近くのプエルト・マルドナドに墜落した。
- 1986年6月8日、アンゴラ・エア・チャーターの L-100-20 (登録番号: D2-THA) がアンゴラのドンドに着陸する際に反転し、除籍された。
- 1987年4月8日、サザン・エア・トランスポートの L-100-30 (登録番号：N-517SJ) がカリフォルニア州トラビス空軍基地での着陸復行中に、エンジン2基の推力が失われて墜落。乗員5人全員が死亡した[13]。
- 1987年10月14日、 ザイメックス・アビエーションの L-100-30 (登録番号: HB-ILF) が離陸後にアンゴラのクイトで撃墜された。
- 1989年4月9日、 トランスアフリックの L-100-20 (登録番号: S9-NAI) がエンジン2基から出火し、アンゴラのモシコ州ルエナに不時着した。
- 1989年8月1日、アルジェリア航空の L-100-30 (登録番号: 7T-VHK) がアルジェリアのタマンラセットに緊急着陸した際に滑走路を逸走して損傷し、除籍された。
- 1990年1月5日、アンゴラ・エア・チャーターの L-100-20 (登録番号: D2-FAG) が地対空ミサイルの攻撃を受けて失速、アンゴラのメノンクに不時着した。
- 1991年2月27日、 クウェート空軍の L-100-30 (シリアルナンバー: 322) が爆撃を受け、胴体が大破した。クウェートまで陸路で輸送された後、1995年3月にスクラップにされた。
- 1991年3月16日、トランスアフリックにリースされていた L-100-30 (登録番号：CP-1564) がアンゴラのマランジェでアンゴラ全面独立民族同盟が発射したスティンガーミサイルにより撃墜された。
- 1991年9月17日、 エチオピア航空の L-100-30 (登録番号：ET-AJL) がジブチ南部のアレイ近郊の山に墜落した。
- 1994年4月7日、 TAAGアンゴラ航空の L-100-20 (登録番号：D2-THC) がアンゴラのマランジェに着陸した際、ブレーキ過熱により出火し、全焼した。
- 1994年9月23日、ペリタ・エアサービスからリースされてヘビーリフト・カーゴサービス[注釈 1]が運用していた L-100-30 (登録番号: PK-PLV) が香港の啓徳空港で4番プロペラの過回転により墜落し、乗員12人のうち6人が死亡した[14]。
- 1998年12月26日に国連にチャーターされていたトランスアフリックの L-100-30 (登録番号: S9-CAO) がアンゴラのウアンボを離陸した直後にアンゴラ全面独立民族同盟の攻撃で撃墜された。
- 1999年1月2日、国連にチャーターされていたトランスアフリックの L-100-30 (登録番号: D2-EHD) がアンゴラのウアンボを離陸直後にアンゴラ全面独立民族同盟の攻撃で撃墜された。トランスアフリックはわずか1週間のうちに2機の L-100 を失った。
- 1999年12月27日、トランスアフリックの L-100-30 (登録番号: S9-NOP) がアンゴラのルザンバに着陸する際に濡れた滑走路でスリップし、40フィートの崖に落ちて除籍された。
- 2001年12月20日、 インドネシア空軍の L-100-30 (シリアルナンバー: A-1329) がマリクル・サレーに着陸する際に滑走路を逸脱して損傷、除籍された。
- 2006年8月13日：貨物便のアルジェリア航空2208便として運航されていた L-100-30 (登録番号: 7T-VHG) がオートパイロットの誤動作によりイタリア北部で墜落した。 機体は異常に急降下した後、人気のない地域で墜落した。乗員3人が死亡した。
- 2008年8月25日、 セブ州マクタン島に拠点を置くフィリピン空軍第220航空隊の L-100-20 (シリアルナンバー: 4593) が、深夜12時前にダバオ国際空港を離陸した直後に墜落した。操縦士2名、フライトエンジニア2名 (1名は教官、もう1名は訓練生)、ロードマスター3名 (うち1名は訓練生)、機付長、航空整備士、同乗していた偵察兵が死亡した。事故原因は不明で、フィリピン空軍当局も未だに原因を突き止められていない[15]。
- 2009年5月20日、ジャカルタからパプア州まで兵士とその家族 (多くは子供) を乗せて飛行中だったインドネシア空軍第31航空隊の L-100-30 (シリアルナンバー: A-1325) がジョグジャカルタの東160キロメートルの東ジャワ州マゲタン近くに墜落・炎上し、少なくとも98人が死亡した[16]。
- 2010年10月12日に、アフガニスタンのバグラム空軍基地からカブール国際空港に向かっていたトランスアフリック662便の L-100-20 (登録番号: 5X-TUC) がプルエ・チャルキ近くの山に墜落し、乗員8人が死亡した。

## 仕様
出典: International Directory of Civil Aircraft,, Complete Encyclopedia of World Aircraft
諸元
- 乗員: 3-4名: (操縦士2名、航法士、航空機関士またはロードマスター)
- ペイロード: 23,150 kg （51,050 lb）
- 全長: 34.35 m （112 ft 9 in）
- 全高: 38 ft 3 in （11.66 m）
- 翼幅: 40.4 m（132 ft 7 in）
- 翼面積: 162.1 m2 （1,745 ft2）
- 空虚重量: 35,260 kg （77,740 lb）
- 最大離陸重量: 70,300 kg （155,000 lb）
- 動力: アリソン 501-D22A ターボプロップ、3,360 kW （4,510 shp）   × 4

性能
- 最大速度: 354 mph (570 km/h) （308 kn） (高度20,000 ft (6,100 m))
- 巡航速度: 336 mph (541 km/h) （292 kn）
- フェリー飛行時航続距離: 5,554 mi (8,938 km) （4,830 nmi）
- 航続距離: 1,535 mi (2,470 km) （1,334 nmi）
- 実用上昇限度: 7,000 m （23,000 ft）
- 上昇率: 9.3 m/s （1,830 ft/min）